# Sanjeev Kumar

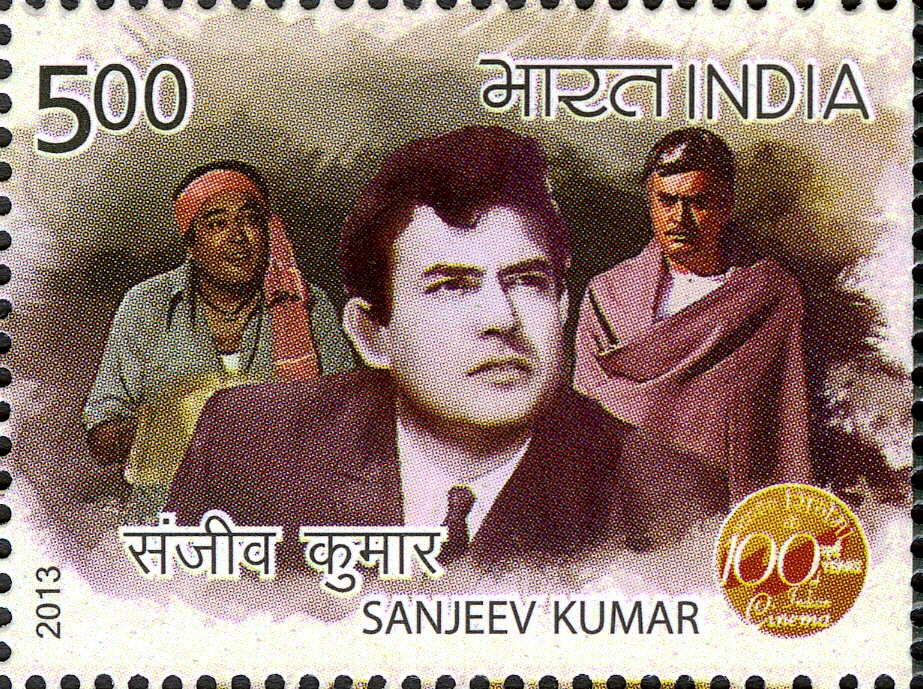
Briefmarke der indischen Post (2013)

Sanjeev Kumar (Hindi, संजीव कुमार, Sanjīv Kumār; * 9. Juli 1938 in Mumbai, Maharashtra; † 6. November 1985 ebenda; bürgerlicher Name: Harihar Jariwala) war ein indischer Filmschauspieler.

## Leben
Sanjeev Kumar wurde in eine Familie von Gujaratis geboren. Nachdem er sich zunächst beim Theater versuchte und eine Schauspielschule besuchte, hatte er seinen ersten Filmauftritt 1960. Die frühen Filme seiner Karriere sind allesamt von geringer Qualität. Erst 1968 in Sanghash mit Dilip Kumar wurde sein Talent bemerkt und er bekam Hauptrollen neben Stars wie Nutan und Waheeda Rehman. Mit preisgekrönten Filmen Khilona und Dastak, beide 1970, gelangte er zu Starruhm. Auch neben Tanuja in Anubhav (1971) stellte Kumar seine überdurchschnittlichen schauspielerischen Fähigkeiten unter Beweis. Im Klassiker Sholay spielte er Thakur Baldev Singh neben Amitabh Bachchan und Dharmendra.
1977 nutzte Sanjeev Kumar die Gelegenheit und spielte mit Saeed Jaffrey die Hauptrolle in Satyajit Rays einzigem nicht-bengalischen Film Shatranj Ke Khilari (Die Schachspieler).
In den 1980er Jahren vollbrachte er mit seinen Rollen in Vidhaata (1982) und Hero (1983), beide von Subhash Ghai, erneut große Leistungen. Sanjeev Kumar starb unverheiratet an Herzversagen. Er spielte in mehr als 100 Filmen und erhielt den Filmfare Award als bester Hauptdarsteller 1975 und 1976.